# Гаррі Вайлд
Гаррі Вайлд (англ. Harry Wyld, 5 червня 1900 — 5 квітня 1976) — британський велогонщик.
Бронзовий призер Олімпійських Ігор 1924 (гонка на 50 км), 1928 (командна гонка переслідування) років.